# Виборчий округ 96
Виборчий округ 96 — виборчий округ в Київській області. В сучасному вигляді був утворений 28 квітня 2012 постановою ЦВК №82 (до цього моменту існувала інша система виборчих округів). Окружна виборча комісія цього округу розташовується у Вишгородському районному будинку культури за адресою м. Вишгород, просп. Івана Мазепи, 9.
До складу округу входять всі громади Вишгородського району, а також Бородянська, Бучанська (окрім смт Ворзель та села Мироцьке), Немішаївська, Пісківська територіальні громади, село Озера Гостомельської територіальної громади та села Козинці і Діброва Ірпінської територіальної громади Бучанського району. Виборчий округ 96 межує з округом 210 на сході, з округом 97 на південному сході, з округами 213, 217, 218 і 95 на півдні, з округом 91 на південному заході, з округом 66 на заході та обмежений державним кордоном з Білоруссю на півночі. Виборчий округ №96 складається з виборчих дільниць під номерами 320182-320225, 320342-320397, 320461-320518, 320817-320831, 321259-321270, 321364-321372, 321399-321400, 321408-321410, 321420 та 321430.

## Народні депутати від округу
| Ім'я                                 | Фото | Партія          | Скликання | Дата набуття повноважень | Дата припинення повноважень |
| ------------------------------------ | ---- | --------------- | --------- | ------------------------ | --------------------------- |
| Москаленко Ярослав Миколайович       |      | Партія регіонів | 7-ме      | 12 грудня 2012           | 27 листопада 2014           |
| Москаленко Ярослав Миколайович       |      | самовисуванець  | 8-ме      | 27 листопада 2014        | 29 серпня 2019              |
| Василевська-Смаглюк Ольга Михайлівна |      | Слуга народу    | 9-те      | 29 серпня 2019           |                             |

## Результати виборів

### Парламентські

#### 2019
Кандидати-мажоритарники:
- Василевська-Смаглюк Ольга Михайлівна (Слуга народу)
- Москаленко Ярослав Миколайович (самовисування)
- Буковський Роман Володимирович (Батьківщина)
- Войналович Людмила Миколаївна (Європейська Солідарність)
- Замідра Сергій Володимирович (Голос)
- Пірський Руслан Олександрович (Опозиційна платформа — За життя)
- Окоєв Іван Миколайович (Свобода)
- Бражнікова Тетяна Олексіївна (Самопоміч)
- Бовсуновський Олександр Михайлович (Радикальна партія)
- Баранов Віталій Анатолійович (самовисування)
- Манія Рамаза Валерійович (Громадянська позиція)
- Соловйова Юлія Олександрівна (Громадсько-політична платформа Надії Савченко)
- Науменко Сергій Миколайович (Опозиційний блок)
- Верещинська Вероніка Вікторівна (самовисування)
- Чепіжко Оксана Вікторівна (самовисування)
- Ващук Роман Сергійович (Аграрна партія України)
- Шальман Тетяна Михайлівна (самовисування)
- Горельцев Андрій Володимирович (самовисування)
- Юмаєв Дмитро Фаїзович (Разом сила)

#### 2014
Кандидати-мажоритарники:
- Москаленко Ярослав Миколайович (самовисування)
- Філіппов Максим Олександрович (Народний фронт)
- Висоцький Олег Миколайович (самовисування)
- Дзюба Олександр Миколайович (Батьківщина)
- Решетняк Віктор Олександрович (самовисування)
- Фурса Вячеслав Степанович (самовисування)
- Коба Сергій Олександрович (самовисування)
- Таможній Олександр Васильович (Ліберальна партія України)
- Дудка Олександр Йосипович (Правий сектор)
- Парчук Валентина Григорівна (самовисування)
- Гладченко Анатолій Анатолійович (самовисування)
- Мініч Олена Олександрівна (Демократичний альянс)
- Побідаш Ірина Миколаївна (самовисування)
- Сіваков Леонід Миколайович (Радикальна партія)
- Майснер Андрій Васильович (самовисування)
- Єгоренко Юрій Олександрович (Сильна Україна)
- Широкова Анна Василівна (Солідарність жінок України)
- Захарчук Микола Петрович (Комуністична партія України)
- Постановський Ігор Анатолійович (Воля)
- Косарчук Наталія Миколаївна (самовисування)
- Савченко Валерій Миколайович (самовисування)
- Глущенко Артем Ігорович (Сила людей)
- Провоторов Олександр Петрович (самовисування)
- Кирюшин Артем Ігорович (самовисування)
- Григорова Наталія Володимирівна (самовисування)
- Косар Олена Василівна (самовисування)
- Тарахкотелик Денис Васильович (самовисування)
- Кравченко Ірина Михайлівна (самовисування)
- Лук'янова Оксана Михайлівна (самовисування)
- Кровкін Олександр Михайлович (самовисування)
- Моценко Лариса Григорівна (самовисування)
- Тесленко Юрій Вікторович (самовисування)
- Усенко Іван Григорович (самовисування)
- Крижевський Вадим Вадимович (самовисування)
- Коновал Роман Миколайович (самовисування)
- Мостіпан Володимир Іванович (самовисування)
- Теребова Оксана Володимирівна (самовисування)
- Ціомальчук Олександр Леонідович (самовисування)

#### 2012
Кандидати-мажоритарники:
- Москаленко Ярослав Миколайович (Партія регіонів)
- Кандиба Олександр Володимирович (Батьківщина)
- Крейнін Дмитро Олександрович (УДАР)
- Захарчук Микола Петрович (Комуністична партія України)
- Наєлапєа Галина Миколаївна (Солідарність жінок України)
- Лупейко Олександр Васильович (Зелені)
- Бовсуновський Олександр Михайлович (Народна ініціатива)
- Купченко Вадим Володимирович (самовисування)

## Явка
Явка виборців на окрузі: